# Johannestsjerke (Sintjohannesga)
De Johannestsjerke  is een kerkgebouw in Sintjohannesga in de Nederlandse provincie Friesland.

## Geschiedenis
In februari 1961 werd de kerk uit 1864, de consistoriekamer (1886) en het verenigingsgebouw door brand werd verwoest. In de voorgevel zat de ongeschonden gedenksteen met de vermelding dat de kerk uit 1864 stamt en in 1878 na beschadiging werd hersteld.
In 1961 werd architect Feddema uit Leeuwarden opdracht gegeven voor een nieuwe kerk met consistoriekamer en verenigingsgebouw. Het kerkgebouw heeft 330 zitplaatsen.
Het kerkgebouw is een rechtgesloten zaalkerk met aan de westzijde een ongelede kerktoren met een opengewerkte klokkenstoel. Het kerkorgel uit 1908 is gemaakt door Gerrit van Leeuwen.
Op 1 december 1963, eerste advent, werd de kerk in gebruik genomen. In het voorportaal van de kerk werd een gedenksteen onthuld met de tekst 'Mijn huis zal een bedehuis heten voor alle volken, Jesaja 56:7, 30 november 1963'.
De Johanneskerk behoort tot de Protestantse gemeente Sintjohannesga-Delfstrahuizen. Daartoe behoort ook de Jacobuskerk te Delfstrahuizen.